# 小森香乃
小森 香乃（こもり かの、2008年〈平成20年〉8月6日 - ）は、日本の女優、グラビアアイドル。東京都出身。ツータッチカンパニー所属。

## 来歴
2008年 8月6日、東京都生まれ。

中学入学時におしゃれに目覚め、中学2年生の時にスカウトされたことをきっかけに事務所に所属した。
2022年 10月14日、ドラマデザイン社主催の配信型女優養成プロジェクト「アクトレスインキュベーション」の11期生に加入 。
2023年 4月23日、「アクトレスインキュベーション」の12期生に加入。8月2日〜8月6日、舞台「清らかな水のように～私たちの1945」で初舞台。11月4日、映画「生きない」で映画初出演。
2024年 4月4日、週刊ヤングジャンプ主催「制コレ24」のファイナリストに選出された。アクトレスインキュベーションのトークコーナーで口を開くことが稀だったため、コメント欄で度々書かれたツッコミを元にしたキャッチフレーズ「起きろ小森！！」を自身で選んだ 。4月17日、「アクトレスインキュベーション」の13期生に加入。5月15日、men's egg のGirls Modelに加入し、モデル活動にも進出。6月27日、最終審査を経て「制コレ24メンバー」に選出され、グラビアモデルとしての活動を開始。
11月14日、初のソロデジタル写真集「長いタイトル」を発売。12月28日、レインボータウンFM『きみとバイク ～裏きみとラジオ～』にゲストとしてラジオ初出演し、物怖じしないトークを披露した。
2025年 4月13日、「アクトレスインキュベーション」の14期生に加入。

## 人物
- 趣味：漫画、テレビ、映画鑑賞（ゾンビ映画が好き）[1]
- 特技：卓球、バレエ（11年間）、身体が柔らかい、足が速い[1]
- 好きな食べ物：うどん[1]
- 好きな飲み物：ミルミル、オロナミンC、コーラ[27]

## 出演

### WEBメディア
- Daily logirl #163（2024年8月26日~8月30日、Instagram）[28][29]

### 配信
- ActressIncubation(AI、女優養成プロジェクト) - 11期(2022年)~14期(2025年)メンバー[30]
- ヤングジャンプ45周年記念特別番組（2024年7月7日、ABEMAアニメSPECIAL2）[31][32]
- 【BOMBチャレンジ-握力測定】小森香乃が握力測定に挑戦！[33]
- 【BOMBチャレンジ-けん玉】小森香乃がけん玉チャレンジ！[34]
- 【BOMBチャレンジ-ストップウォッチ10秒ピッタリ】小森香乃ストップウォッチ10秒ピッタリで止められるか!?[35]

### CM・広告
- 【悠々西遊】『三蔵法師•峯岸みなみ』WEB CM第二段（2024年4月29日） -玉兎姫 役[36]

### ラジオ
- きみとバイク～裏きみとラジオ～ - ゲスト出演（2024年12月28日、レインボータウンFM）[25][26]

### ドラマ

#### WEBドラマ
- 「じいじと桃花 いいさよ〜は魔法の言葉」（2025年5月5日、YouTube）- 桃花 役 [37]

### 舞台
- 清らかな水のように〜私たちの1945（2023年8月2日 - 8月6日、テアトルBONBON：企画•演出 山本和夫) - プルメリアチーム 我那覇文 役 [6]
- 「AIの夏休み～UTAKATA2024」（2024年8月11日、ドラマデザイン社スタジオ、演目：「幽霊ズ・ミー・アップ」脚本：佐藤奈央、ひとり芝居「MK5」脚本：富安美尋、演出 山本和夫）[7]
- 少女夢幻論Ⅲ ~富安美尋の世界~（2024年9月21-23・28・29日、ドラマデザイン社スタジオ：脚本 富安美尋、演出 山本和夫） - 演目：ひとり芝居「犯行声明」、6人芝居「うち上がり」 [8]
- 溜池山王女優演劇祭（2024年11月16・17・23・24日、ドラマデザイン社スタジオ：脚本 湯田美帆、富安美尋、佐藤奈央、演出 山本和夫） - 演目：3人芝居「黒猫キャンプ」、ひとり芝居「最終弁論」、5人芝居「肖像」 [9]
- 花のカンタービレ（2024年12月18~22日、新宿村LIVE：脚本・演出 畑雅文）- ララ 役[10]
- 女優の国のアリスたち (2025年2月15,16,22,23,24日、ドラマデザイン社スタジオ：脚本 湯田美帆、富安美尋、佐藤奈央、演出 山本和夫) - 演目：4人芝居「サプライズ」、3人芝居「楽園」、ひとり芝居「メトロノーム」[11]
- 「魔女エステリーゼの事件簿」シリーズ第7弾 溟海と卍編 (2025年3月18,21,22日、萬劇場：脚本・演出 小谷聡一郎）- エリザリーナ 役 [12]
- ゴールデンウイークの女優たち～富安美尋脚本集 Anthology～ (2025年4月29日,5月3~6日、ドラマデザイン社スタジオ：脚本 富安美尋、演出 山本和夫) - 演目：ひとり芝居「失せ者」、2人芝居「空が青すぎる」、5人芝居「私は何も悪くない」[14]
- INNOCENT LABYRINTH (2025年6月10,13,14日、萬劇場：脚本・演出 小谷聡一郎）- グルーシェンカ 役[13][38]
- モンブラン（2025年6月21,22,28,29日、ドラマデザイン社スタジオ：脚本 富安美尋、湯田美帆、佐藤奈央、演出 山本和夫）- 演目：4人芝居「エレベーター」「モンブラン」、ひとり芝居「ロスト」[39]
- 清らかな水のように～私たちの1945（2025年8月9~12日、武蔵野演芸劇場：原案 神楽坂淳、脚本 千葉美鈴、演出 山本和夫）- プルメリアチーム 主演・新藤ありさ 役[40]

### 映画
- 生きない（2023年11月4日 監督：蓮田キト） - 風花 役[15][41]
- ソーゾク（2025年10月17日 公開予定、監督：藤村磨実也）- 佐藤礼子（演 大塚寧々）の娘 佐藤礼美 役[16][42][43]

### イベント
- 写真展「キスしていいですか。」EXHIBITION 2025 Season１（2025年7⽉11⽇〜14⽇、撮影：アライテツヤ、展示キャスト：⽝塚⼼、⼩森⾹乃、崎浜梨瑚、末永澪璃、⻄⼭蓮都、早瀬憩、原田花埜、萌亜）[44]

## 書籍

### 雑誌
- 週刊ヤングジャンプ 2024年 No18特大号（2024年4月4日、集英社）[45]
- 週刊ヤングジャンプ 2024年 No19特大号（2024年4月11日、集英社）[46]
- 週刊ヤングジャンプ 2024年 No30特大号（2024年6月27日、集英社）[47]
- 週刊ヤングジャンプ 2024年 No36&37合併特大号 （2024年8月8日、集英社）[48]
- 週刊アスキー No1509（2024年9月17日、KADOKAWA）-表紙、インタビュー[49]
- 週刊アスキー No1510（2024年9月24日、KADOKAWA）-表紙、インタビュー[50]
- 週刊ヤングジャンプ 2024年 No50特大号 （2024年11月14日、集英社）[51]
- BOMB 2025年 3月号（2025年2月7日、ワン・パブリッシング）[52]
- アップトゥボーイ vol.348（2025年2月21日、ワニブックス）[53]
- 週刊ヤングジャンプ 2025年 No.23特大号 （2025年5月8日、集英社）[54]
- 週刊ヤングジャンプ 2025年 No.24特大号 （2025年5月15日、集英社）[55]
- UTB:G vol.8（2025年8月5日、ワニブックス）-裏表紙[56][57]
- 週刊アスキー No15xx（予定）（2025年9月30日、KADOKAWA）-表紙、インタビュー[58]
- 週刊アスキー No15xx（予定）（2025年10月7日、KADOKAWA）-表紙、インタビュー[58]

### デジタル写真集・グラビア
- 制コレ24 2024 No.20（2024年4月18日、集英社）[59]
- 制コレ24 写真集「制コレ24 〜私たちの宣誓〜」（2024年6月27日、集英社）[60]
- 制コレ24/稲光亜依/仙北谷ハンナ/百田汐里/小森香乃/一ノ瀬こひな（2024年8月8日、集英社）[61]
- 制コレ24/小森香乃 2024 No.50（2024年11月14日、撮影：U-YA、集英社）[62]
- 長いタイトル / 小森香乃（2024年11月14日、撮影：U-YA、集英社）[24]
- 小悪魔天使ちゃん / 小森香乃（2025年5月9日、撮影：西村 康、ワニブックス）[63]